# 智利黍鯡
智利黍鯡為輻鰭魚綱鲱形目鲱科的其中一種，分布於西南大西洋的火地島及福克蘭群島海域，體長可達18公分，棲息在沿海的迴游性魚類，可做為食用魚，生活習性不明。

## 擴展閱讀
維基物種上的相關：智利黍鯡